# Tomáš Hubočan
Tomáš Hubočan (Zsolna, 1985. szeptember 17. –) szlovák válogatott labdarúgó, a ciprusi Karmiotissa hátvédje.

## Sikerei, díjai
- MŠK Žilina
  - Szlovák bajnok: 2003–04, 2006–07

- Zenyit
  - Orosz bajnok: 2010, 2011–12
  - Orosz kupa: 2010
  - Orosz szuperkupa: 2008, 2011

- Omónia
  - Ciprusi bajnok: 2020–21
  - Ciprusi szuperkupa: 2021

## Külső hivatkozások
- Tomáš Hubočan adatlapja a National-Football-Teams.com oldalon (angolul)

- Tomáš Hubočan adatlapja a Transfermarkt oldalon (angolul)
- Tomáš Hubočan adatlapja a Soccerway oldalon (angolul)